# Sierra Leone ai XVII Giochi paralimpici estivi
Sierra Leone ha partecipato ai XVII Giochi paralimpici estivi che si sono svolti a Parigi in Francia, dal 28 agosto all'8 settembre 2024, con una delegazione di un atleta uomo, che ha gareggiato in una disciplina.

## Atletica leggera
Fonte:
| Atleta         | Evento                              | Finale    | Finale    |
| Atleta         | Evento                              | Risultato | Posizione |
| -------------- | ----------------------------------- | --------- | --------- |
| George Wyndham | Lancio del giavellotto F57 maschile | 15,07     | 11°       |